# Bonlieu-sur-Roubion
Bonlieu-sur-Roubion település Franciaországban, Drôme megyében. Lakosainak száma 456 fő (2022. január 1.). Bonlieu-sur-Roubion Marsanne, La Bâtie-Rolland, La Laupie, Saint-Gervais-sur-Roubion és Sauzet községekkel határos.

## Népesség
A település népességének változása:
| Lakosok száma | 170  | 221  | 286  | 384  | 410  | 448  | 469  | 481  | 473  | 456  |
|               | 1968 | 1982 | 1990 | 2006 | 2013 | 2015 | 2017 | 2019 | 2020 | 2022 |